# 不公平解僱法 (英國)
英國的不公平解僱法屬於英國勞工法的一部份。這項法例保障僱員僅在合理、公平及公義的情況下，才可被僱主解僱。根據1996年的《僱員權益法》，僱主須有公平理由，才能解僱僱員。有關的理由包括：僱員是否符合工作所要求的能力或資格、僱員的操守、因人手過剩而進行的裁員、僱員違反法例及其他重要且合理的原因。如僱主以僱員懷孕、曾參與爭取勞工權益的活動等原因解僱僱員，將被自動視為不公平解僱。不過，僱主即使以2010年的《平等法》所指出的歧視原因解僱僱員，亦不會被自動視為不公平解僱（懷孕除外），而只會被視為普通的歧視。而英國僱傭審裁處負責裁決解僱理由是否公平。

## 歷史
1968年，多諾萬法官領導皇家工會與僱主聯會調查委員會，建議制定關於防止不公平解僱的法規。有關建議被納入在1971年的《勞資關係法》，國家勞資關係法院獲授權處理與不公平解僱相關的申訴。但有關的不公平解僱法及國家勞資關係法院後來分別被1974年的《工會和勞動關係法》及僱傭審裁處取代。一般來說，審裁處由三人組成，分別是一名專業的法官、一名親勞工背景的委員及一名親資方背景的委員。不過，一些較為簡單的案件，例如剋扣工資，只會交由一名法官處理。及後，不公平解僱法經進一步修訂後，再被納入到1978年的《就業保護（合併）法》。時至今日，不公平解僱法為1996年的《僱員權益法》中的一部分。

## 解僱種類
根據普通法，解僱可以是合法的，當中或會涉及違約、歧視、不公平解僱、變相解僱等。
- 違約解僱：僱主解僱員工時，違反了僱傭合約規定，亦即未有提供通知期。
- 歧視：僱員認為其解僱涉及歧視，即可引用2010年的英國《平等法》。
- 構定解僱：當僱員終止僱傭合約時，僱主採取會變相令僱員在無通知期下被終止合約的行為。例如，僱主威脅員工主動辭職。